# Eberhard Keil

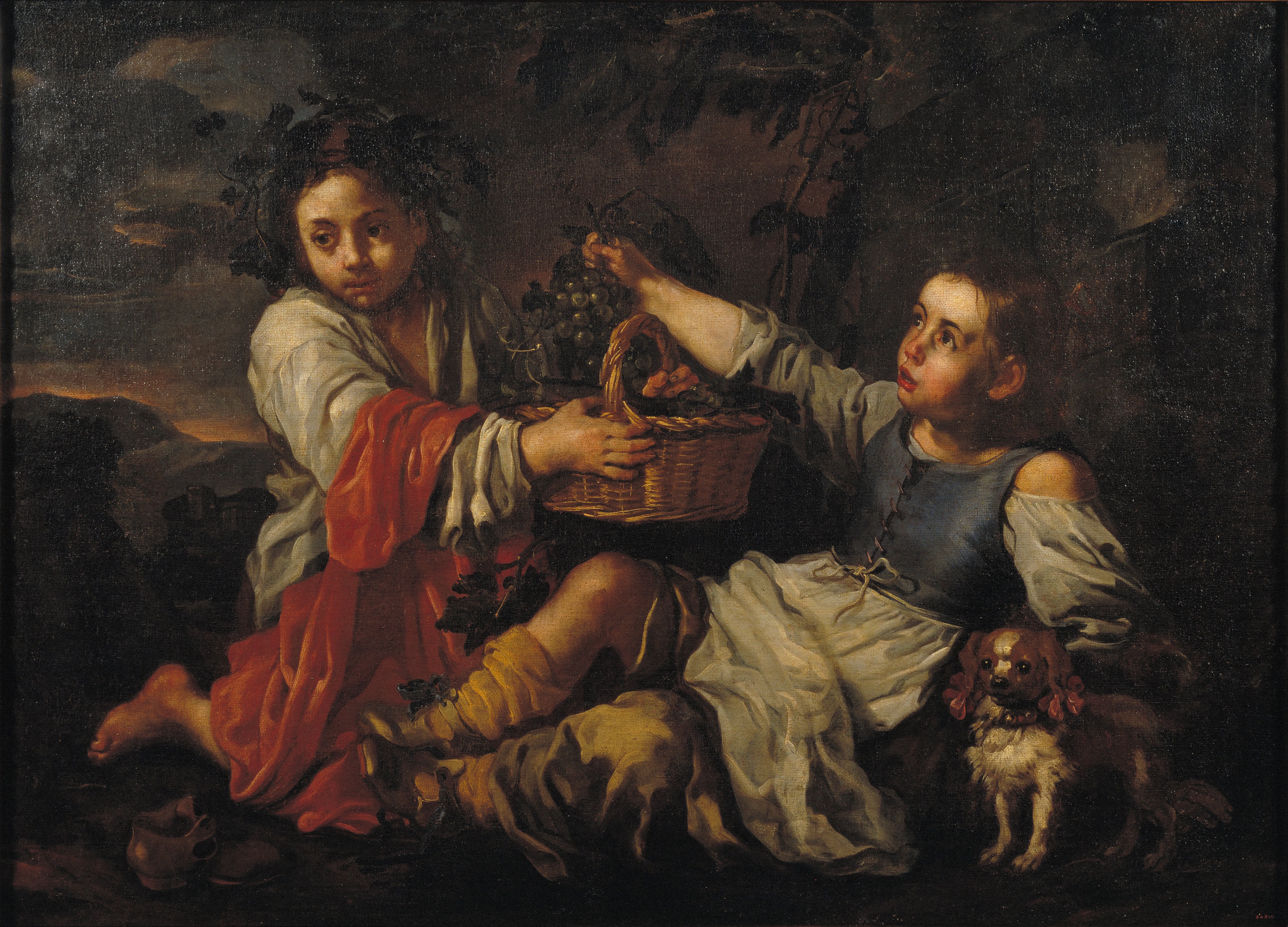
Bernhard Keil, Nens amb raïm, conservat al MNAC.

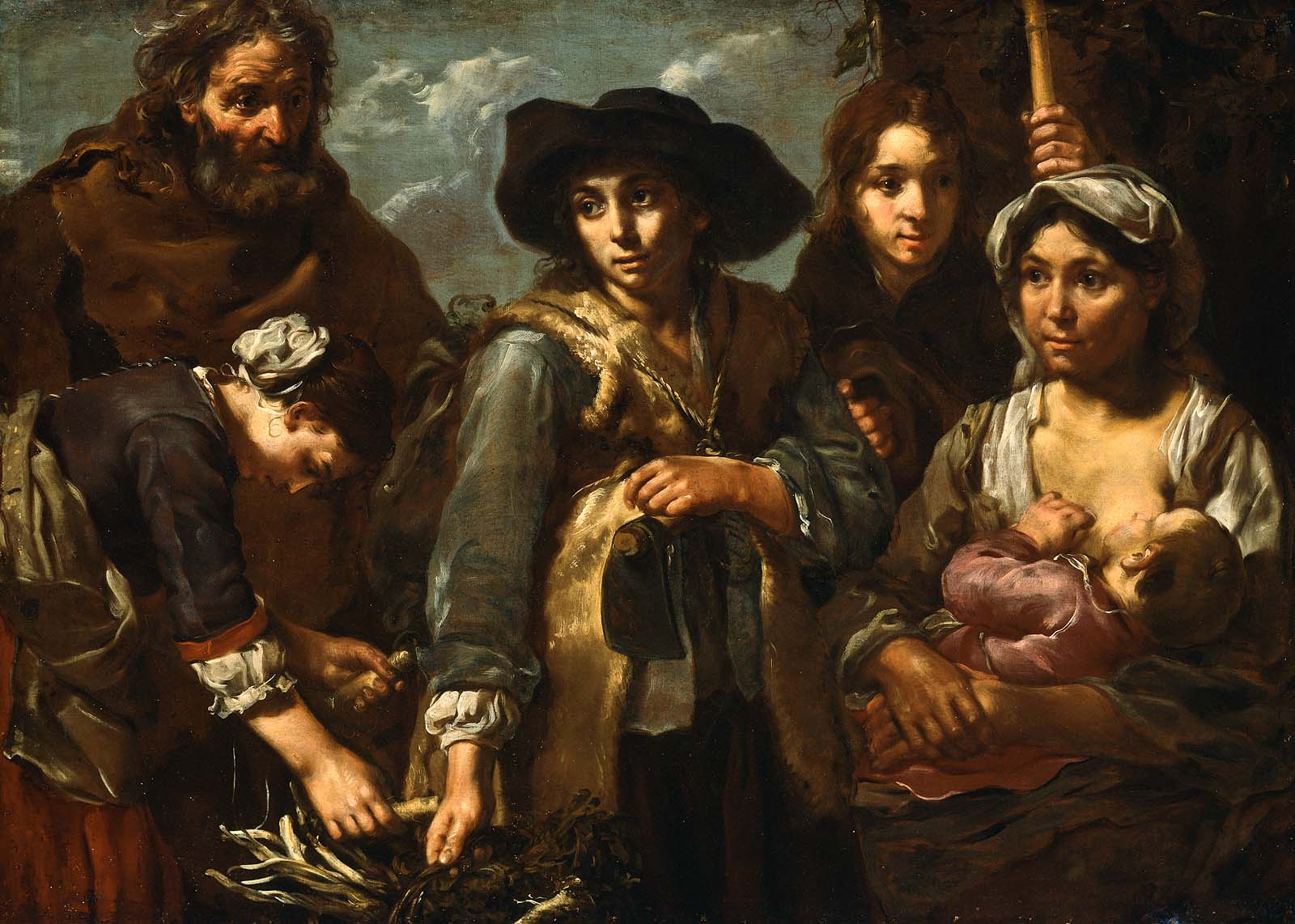
El venedor de llenya, Boston Museum of Fine Arts.

Eberhard o Bernhard Keil, també anomenat Keilhau i conegut a Itàlia com a Monsù Bernardo (1624-1687) va ser un pintor barroc danès deixeble de Rembrandt i establert a Itàlia des 1651 fins a la seva mort, on va destacar com a original pintor de gènere.

## Biografia
Nascut a Helsingør i fill d'un pintor de la cort de Cristià IV de Dinamarca, Eberhard Keil va tenir com a primer mestre el pintor danès Maarten van Steenwinckel, al taller on va ser col·locat pel seu pare a l'edat de dotze anys. El 1642 es va traslladar a Amsterdam, entrant a treballar al taller de Rembrandt on va romandre fins al 1644.
Abans de passar a Itàlia va rebre alguns encàrrecs en diverses ciutats alemanyes, dedicat primordialment a la pintura d'altar. D'aquest gènere van ser també els primers encàrrecs que va obtenir a Venècia, on es conserva una tela dedicada a la Verge i Sant Elies a l'església dels carmelites, però serà a Bèrgam, dependent en aquell moment de la República de Venècia, on s'estableixi i rebi el major nombre d'encàrrecs, travant allà amistat amb el pintor Evaristo Baschenis.
Però no serà fins després d'establir-se Roma el 1656 i després de la trobada amb l'obra dels caravaggistes i els «bamboccianti» quan comenci a produir les seves obres més característiques, preludiades a Els jugadors (Museu Cívic de Pàdua), obra de caràcter popular pintada després de sortir de Venècia de camí cap a Roma, en un llarg recorregut que el va portar a passar per Ravenna i Ferrara, on va ser cridat a retratar a la reina Cristina de Suècia, convertida al catolicisme i -com ell- en viatge a Roma.
Filippo Baldinucci, que li va dedicar una de les seves Vite a la Notizie de' professori del disegno da Cimabue in qua, va posar l'accent en la conversió del mateix pintor al catolicisme i la seva profunda devoció després abjurar dels seus orígens protestants durant la seva estada romana, en la qual no li van faltar encàrrecs per a les esglésies de la ciutat.
Va morir a Roma el 3 de febrer de 1687 a causa d'una pleuresia que segons Baldinucci el va tenir afligit durant nou dies continus.

## Obra
Els seus treballs més cèlebres, els quadres de temàtica popular, com ara les sèries dedicades a les quatre edats de l'home i els cinc sentits, resulten particularment originals. Serà, d'altra banda, gràcies a aquest llenguatge plural pel que va poder exercir una influència molt notable sobre altres pintors de gènere, com Salvator Rosa, Giacomo Ceruti i Antonio Amorosi, a qui van ser atribuïdes moltes de les obres de Monsù Bernardo abans dels estudis que li va dedicar Roberto Longhi, que van fer possible la recuperació de la seva figura.